# Classe Re d'Italia
Le pirofregate corazzate  di primo rango ad elica della classe Re d'Italia sono state delle unità della Regia Marina costruite tra il 1861 ed il 1863 in due esemplari.

## Progetto
Le navi vennero costruite nell'ambito del programma di riarmo navale propugnato da Camillo Benso conte di Cavour per la Regia Marina del dopo unità d'Italia, ma la loro costruzione venne effettuata all'estero, in parte perché i cantieri italiani non possedevano ancora le tecnologie necessarie, in parte per la contemporaneità di costruzione originata dal programma che prevedeva ben 12 navi corazzate da schierare.

## Caratteristiche

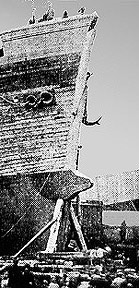
Lo sperone della Re d'Italia fotografato sul cantiere

Le navi avevano uno scheletro in legno sul quale venivano imbullonate le piastre di ferro che formavano la corazzatura, e l'armamento era disposto tradizionalmente in bordata lungo le fiancate, mentre il timone non godeva di alcuna protezione. Nonostante la propulsiione fosse ad elica, con la forza motrice prodotta da 6 caldaie a vapore per complessivi 800 SHP, erano previsti anche tre alberi, due a vele quadre ed uno a vele auriche per la navigazione a vela. Le navi, con artiglierie principali ad anima rigata e a retrocarica con caratteristiche diverse tra le due navi, erano anche dotate di uno sperone in ferro fuso applicato a prora. Lo scafo non era compartimentato, risultando estremamente vulnerabile ad uno squarcio da speronamento. Le navi non possedevano una eccelsa manovrabilità, cosa che con il timone non protetto divenne un grave handicap in combattimento.

## Servizio

### Re d'Italia

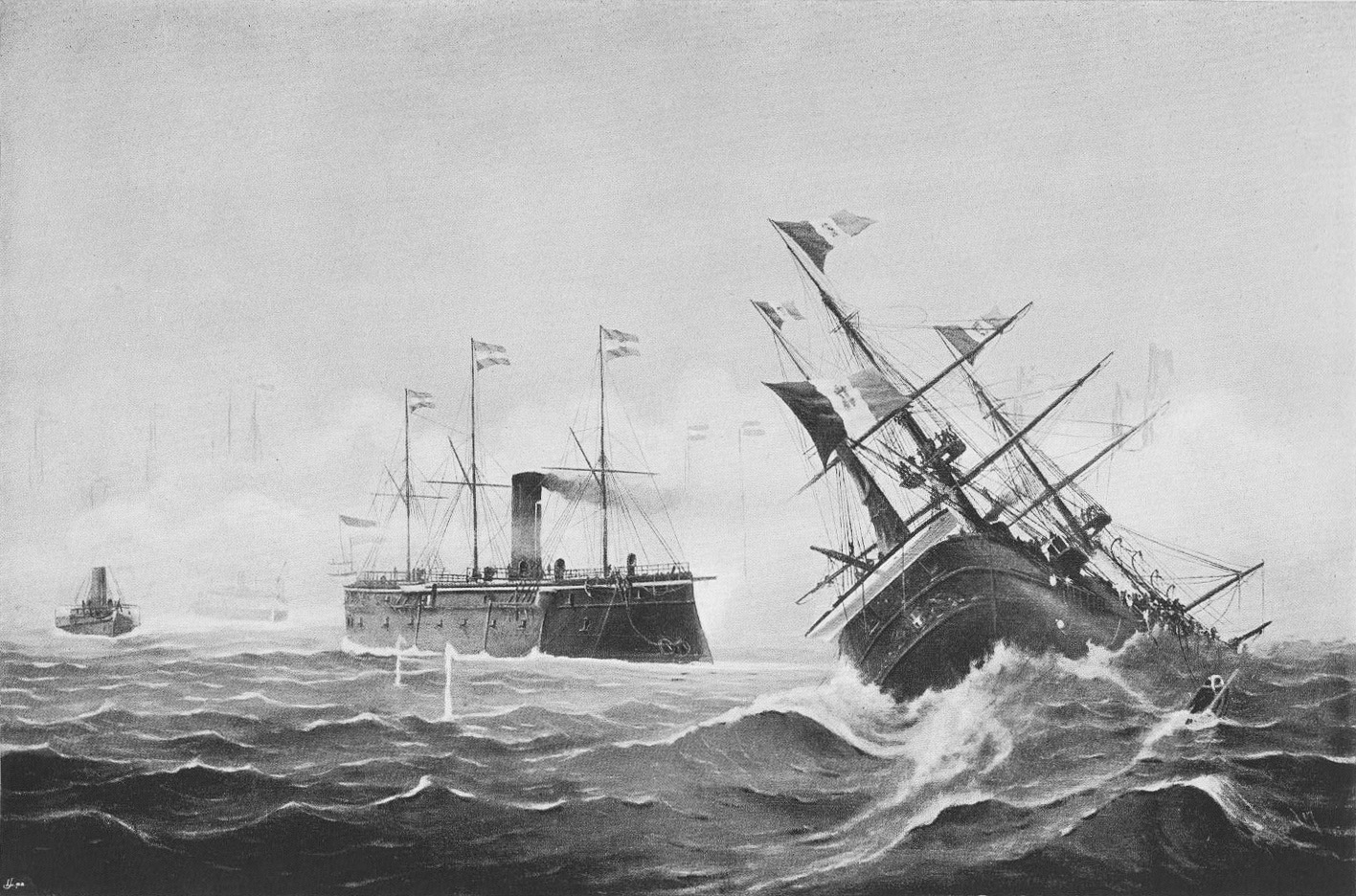
La Re d'Italia si inclina sul fianco sinistro dopo essere stata speronata, mentre la Ferdinand Max sta retrocedendo

La Re d'Italia partecipò alla battaglia di Lissa, nella Squadra di Battaglia - Navi corazzate dell'ammiraglio Persano, inquadrata insieme alla cannoniera corazzata ad elica Palestro e alla pirofregata corazzata di 2º rango San Martino nella 2ª Divisione comandata dal suo capitano Emilio Faà di Bruno, dove venne speronata ed affondata dalla austro-ungarica SMS Ferdinand Max, con la morte del comandante e di buona parte dell'equipaggio (su 550 uomini se ne salvarono 167).

### Re di Portogallo
Il suo unico rilevante impiego operativo fu la battaglia di Lissa, dove era inquadrata come la Re d'Italia nella Squadra di Battaglia - Navi corazzate dell'ammiraglio Persano, nella 3ª Divisione comandata dal capitano di vascello Augusto Riboty.